# Lista de filmes portugueses de 1993
Lista de filmes portugueses de longa-metragem lançados comercialmente em Portugal em 1993, nas salas de cinema.
Notas: Na secção coprodução, passando o cursor sobre a bandeira aparecerá o nome do país correspondente.
| #  | Filme                    | Realização           | Género                   | Estreia        | Coprodução       |
| -- | ------------------------ | -------------------- | ------------------------ | -------------- | ---------------- |
| 1  | Amor e Dedinhos de Pé    | Luís Filipe Rocha    | Drama                    | 15 de janeiro  | França · Espanha |
| 2  | Aqui na Terra            | João Botelho         | Drama                    | 10 de setembro | Reino Unido      |
| 3  | Chá Forte com Limão      | António de Macedo    | Fantástico               | 21 de maio     | França           |
| 4  | Encontros Imperfeitos    | Jorge Marecos Duarte | Drama, policial, romance | 25 de junho    | —                |
| 5  | O Fim do Mundo - A Terra | João Mário Grilo     | Drama                    | 11 de junho    | França           |
| 6  | A Força do Atrito        | Pedro M. Ruivo       | Ficção, fantástico       | 23 de julho    | —                |
| 7  | Oliveira, o Arquitecto   | Paulo Rocha          | Documentário             | 14 de outubro  | França           |
| 8  | Street of No Return      | Samuel Fuller        | Drama                    | 25 de junho    | França           |
| 9  | Transparências em Prata  | João Brehm           | Fantástico               | 12 de maio     | —                |
| 10 | Vale Abraão              | Manoel de Oliveira   | Drama                    | 15 de outubro  | França · Suíça   |